# Silene dinarica
Silene dinarica là loài thực vật có hoa thuộc họ Cẩm chướng. Loài này được Spreng. miêu tả khoa học đầu tiên năm 1825.